# Complexe concentrationnaire de Kaufering
Le complexe concentrationnaire de Kaufering était un système de onze camps satellites situés autour des villes de Landsberg am Lech et Kaufering dans le land de Bavière. Le complexe concentrationnaire de Kaufering a été en fonction entre le 18 juin 1944 et le 27 avril 1945.
Dans un premier temps, l'Allemagne nazie avait déporté tous les Juifs du Reich. Cependant, après avoir épuisé les autres sources de main-d'œuvre, elle déporta des milliers de Juifs à Kaufering, où ils furent contraints de construire trois vastes bunkers souterrains : Weingut II, Diana II et Walnuss II. Ces bunkers étaient conçus pour résister aux bombardements alliés qui avaient dévasté les usines d'aviation allemandes. Bien que destinés à la production des avions Messerschmitt Me 262 (Me 262), aucun appareils ne fut jamais produit sur ces sites avant l'arrivée des troupes américaines qui libérèrent la zone et le complexe.
Parmi tous les camps satellites de Dachau, le complexe concentrationnaire de Kaufering était le plus grand, mais aussi celui où les conditions de vie et sanitaires étaient les plus désastreuses ; environ la moitié des 30 000 prisonniers y périrent, victimes de la faim, de la maladie, d'exécutions sommaires ou lors des marches de la mort. 
Aujourd'hui, la plupart de ces sites n'ont pas été préservés et ont été réaffectés ou reconvertis à d'autres usages.

## Contexte global et construction

### Une réponse face aux alliés
Le complexe concentrationnaire de Kaufering est partie intégrante d'un réseau plus large de camps satellites. Il est rattaché au Camp de concentration de Dachau (près de la ville de Munich).
À partir de 1944, « l'effort de guerre nazi » rencontre des revers face à l'avancée des alliés (tant à l'ouest qu'à l'est), les nazis renforcent leur stratégie d'exploiter les prisonniers des camps de concentration comme main-d'œuvre forcée.
Les camps satellites, comme ceux du complexe concentrationnaire de Kaufering, sont créés pour répondre (notamment) aux besoins économiques et militaires (entre autres la construction d'infrastructures cruciales pour l'industrie allemande).
Le complexe concentrationnaire de Kaufering est principalement destiné à la production de pièces d'avions de chasse Messerschmitt, nécessaires à la Luftwaffe pour tenter de continuer de voler et dans la moindre mesure de réacquérir sa supériorité aérienne.
Les prisonniers, majoritairement des Juifs déportés de Hongrie (mais aussi d'autres pays européens), sont contraints de travailler dans de terribles conditions à la construction de bunkers souterrains destinés à abriter la production de ces pièces.
L'utilisation massive de la main-d'œuvre concentrationnaire reflète la politique désespérée du Troisième Reich pour prolonger la guerre en exploitant les ressources humaines.
Le réseau de camps satellites s'inscrit alors à une logique de dispersion de la production militaire pour la protéger des bombardements qui visent les installations industrielles allemandes.
Les conditions de vie des sous-camps sont très dures, malnutrition, mauvais traitements et maladies provoquant des taux de mortalité extrêmement élevés.
Les camps du complexe concentrationnaire de Kaufering, tout comme les autres camps satellites (de Dachau ou non), symbolisent l'escalade dans l'exploitation des déportés jusqu'à la toute fin de guerre, et révèle l'ampleur d'un désespoir militaire et logistique.

### Construction du complexe

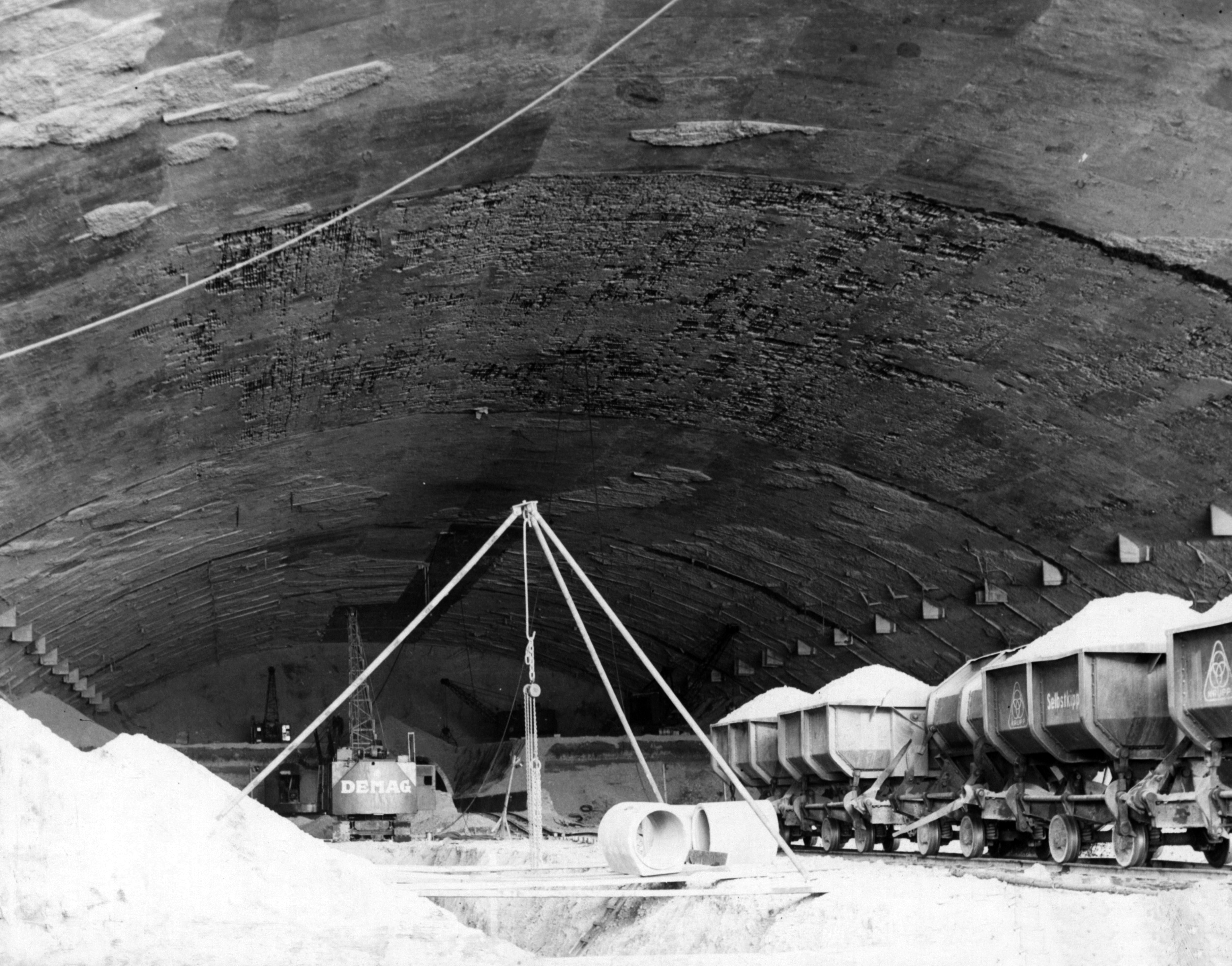
Vue intérieure de Weingut, le bunker de Mühldorf am Inn

Au début de l'année 1944, les bombardements alliés réduisent la production d'avions de combat des usines allemandes de près des deux tiers. Afin de limiter l'efficacité des bombardements alliés, l'état-major de la chasse (en allemand : Jägerstab), un groupe de travail du ministère de l'Armement et de la Production de guerre du Reich, dont l'objectif est d'accroître la production d'avions de chasse durant la Seconde Guerre mondiale) prévoit de déplacer cette production dans des zones souterraines.
Cependant, les espaces souterrains existants, comme les grottes et les mines, ne sont pas adaptés à une production industrielle à grande échelle. Il devient donc nécessaire de construire de nouveaux bunkers en béton, pour lesquels la main-d'œuvre est principalement constituée de prisonniers des camps de concentration.
La région autour de Landsberg am Lech, où sont établis les camps satellites de Kaufering, est choisie pour ce projet en raison de sa géologie favorable : une couche de gravier de près de 10 mètres d'épaisseur y recouvre une nappe phréatique située en dessous de 13 mètres. Sur 6 bunkers prévus, trois sont construits au complexe concentrationnaire de Kaufering et un autre au complexe concentrationnaire de Mühldorf.
Auparavant, l'Allemagne nazie avait cherché à rendre le Troisième Reich « libre de Juifs » (Judenfrei) en déportant les Juifs vers les régions orientales. Toutefois, en raison de l'épuisement des autres sources de main-d'œuvre forcée, les Juifs sont déportés vers le Reich pour travailler sur projet Kaufering I, rebaptisé plus tard Kaufering III. Ce camp est créé par l'arrivée, le 18 juin 1944, d'un convoi de 1 000 juifs hongrois en provenance du camp de concentration d'Auschwitz. Des prisonniers fonctionnaires sont également transférés de Dachau pour gérer ce nouveau camp.

## Gestion du complexe

### Hiérarchie et administration
Le complexe concentrationnaire de Kaufering, comme les autres camps satellites, est administré par la SS, avec une structure hiérarchique rigide. À sa tête se trouvait un commandant de camp désigné par la  Schutzstaffel (SS), qui supervise directement les gardiens SS et une équipe de kapos. Ces kapos, des prisonniers eux-mêmes, sont choisis pour faire respecter la discipline à l’intérieur du camp (souvent de manière violente et arbitraire). Ils jouent un rôle crucial dans la gestion quotidienne des (sous-)camps, la hiérarchie SS exploitant cette violence interne pour maintenir l'ordre et la terreur.
Exceptionnellement pour le complexe concentrationnaire de Kaufering, la construction des camps, ainsi que la fourniture de nourriture et de soins médicaux, relèvent de la responsabilité de l'Organisation Todt, qui cherche à extraire le maximum de travail pour un minimum de dépenses, et non de celle de la SS. L’oppression par l'Organisation Todt et les kapos, combinée à la brutalité des gardiens SS, crée une terreur omniprésente ajoutant aux souffrances physiques des prisonniers une souffrance psychologique intense.

### Travaux forcés
Le travail forcé dans le complexe concentrationnaire de Kaufering, comme dans d'autres camps satellites, est un élément central de la politique nazie d'exploitation maximale de la main-d'œuvre avant la mort des prisonniers.

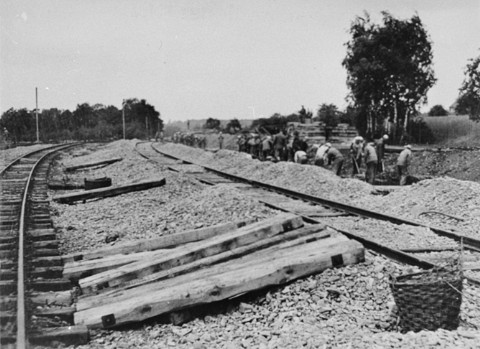
Prisonniers (du camp de concentration de Buchenwald) au travail forcé lors de la construction d'une ligne de chemin de fer (Weimar-Buchenwald).

Ainsi, les prisonniers déportés dans chaque camp doivent eux-mêmes construire leur logement. Les cabanes ainsi érigées, partiellement enterrées pour se camoufler des reconnaissances aériennes, sont totalement inadaptées aux conditions climatiques. La pluie et la neige s'infiltrent à travers les toits de terre et la vermine infeste les huttes. Les prisonniers dorment sur de la paille étalée à même le sol. Parmi les camps satellites de Dachau, le complexe concentrationnaire de Kaufering présente les pires conditions de travail et sanitaires.
Ce travail, épuisant, dangereux, se déroule dans des conditions inhumaines : les prisonniers travaillent souvent douze heures par jour sous des températures extrêmes, exposés aux intempéries ou dans des tunnels souterrains mal ventilés et emplis de poussières.
La plupart des prisonniers sont forcés de travailler à la construction de remblais ferroviaires et au transport de sacs de ciment pour les projets de construction des bunkers Weingut II, Diana II et Walnuss II. Ce dernier mesure 400 mètres de long et 28,4 mètres de haut (soit approximativement cinq étages), avec un toit en béton de 3 mètres d'épaisseur. Initialement, il est prévu que le toit ait une épaisseur de 5 mètres, mais cette dimension est réduite en raison du manque de matériaux.
La surface totale de plancher aurait dû être de 95 000 mètres carrés ; tandis que l'usine d'Augsbourg que Walnuss II est censée remplacer, n'a que 12 700 mètres carrés répartis sur trois sites. Pour se protéger des raids aériens, 40 % du bunker est souterrain et son toit est recouvert de terre pour se camoufler. À un moment donné, au moins 10 000 prisonniers juifs travaillent sur la construction du bunker.
Les bunkers sont destinés à produire différents composants de l'avion Me 262, le premier avion à réaction opérationnel, que les Allemands espèrent utiliser pour renverser le cours de la guerre contre les Alliés,. Messerschmitt AG prévoit également de produire 900 avions Me 262, ainsi que des avions à moteur-fusée Messerschmitt Me 163 Komet (Me 163 B) supplémentaires à Kaufering, en employant 10 000 travailleurs par quart de travail dans chaque bunker, soit 90 000 au total, dont un tiers doit être des prisonniers des camps de concentration.

Le Messerschmitt Me 262 et Messerschmitt Me 263 Komet
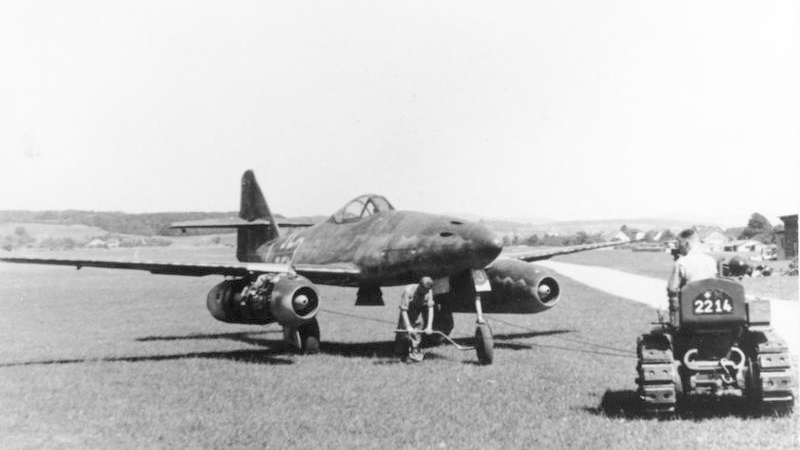
Le but du complexe concentrationnaire est de produire des avions Messerschmitt Me 262 A.
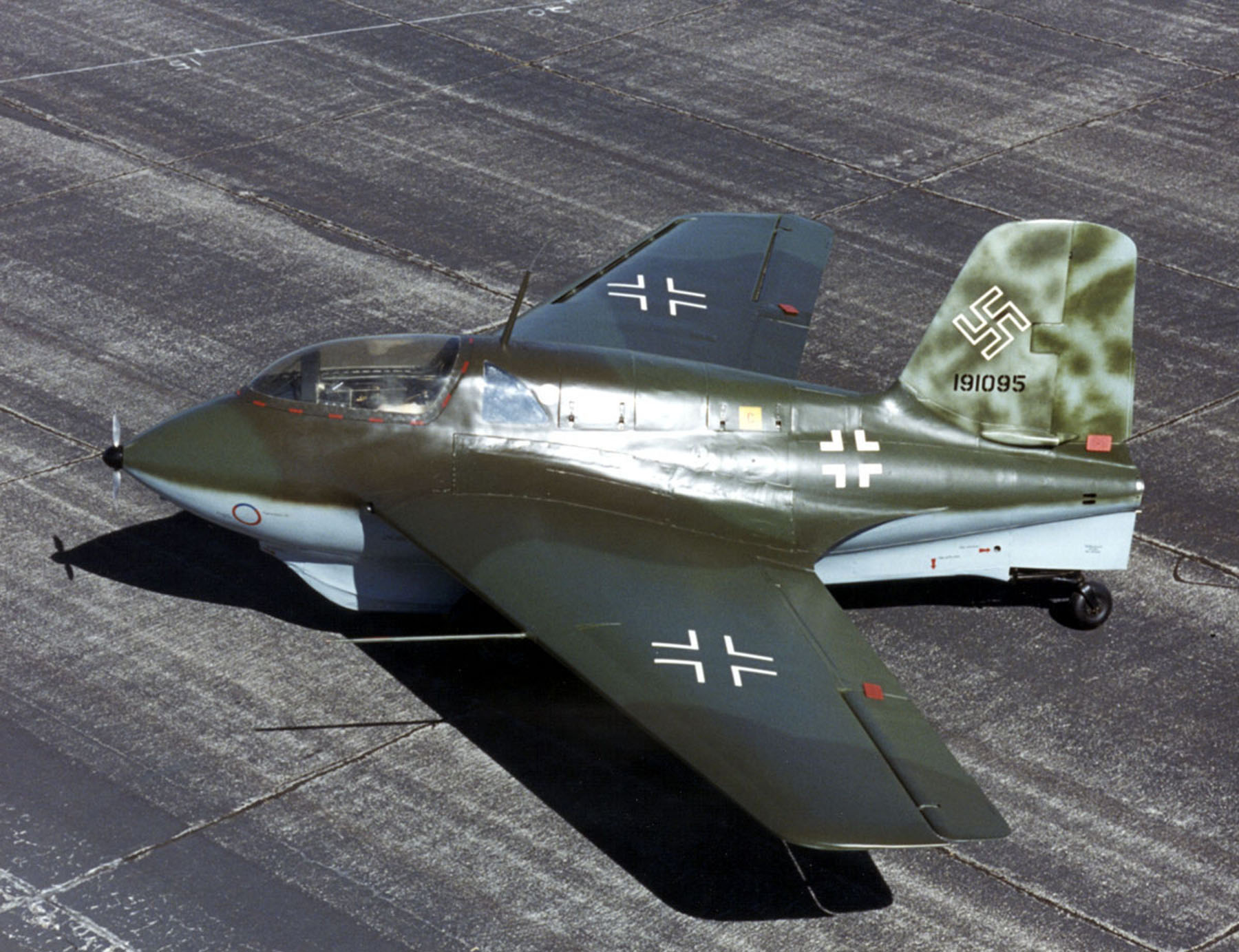
Le Komet, fut le seul avion-fusée de chasse opérationnel de la Seconde Guerre mondiale.

Cependant, la construction de Diana II et Walnuss II n'est pas achevée en raison du manque de béton et d'acier. Lorsque l'armée américaine libère la région en avril 1945, l'excavation de Weingut II n'est toujours pas terminée, mais des machines de production sont déjà installées. Aucun avion n'est produit avant la libération.

### Conditions de travail et sanitaire
En raison des conditions inhumaines (les membres de l'Organisation Todt et les ouvriers du bâtiment brutalisent les prisonniers pour leur extorquer du travail), la majorité des victimes se retrouvent rapidement incapable de travailler. La majorité des prisonniers sont forcés de participer à la construction de remblais ferroviaires et de transporter des sacs de ciment pour les projets de bunkers.
Les travailleurs de l'Organisation Todt se plaignent qu'en raison d'une grave infestation de vermine, les prisonniers passent du temps à essayer de se débarrasser des puces alors qu'ils devraient travailler.
En décembre 1944, un membre du personnel de l'Organisation Todt remarque que sur 17 600 prisonniers, seuls 8 319 sont encore aptes à travailler, ce nombre incluant ceux qui ne peuvent effectuer que de travaux légers. Les entreprises employant ces ouvriers se plaignent de devoir payer le travail des prisonniers incapables de travailler, ce qui entraîne des déportations massives : un total de 1 322  ou 1 451 prisonniers est déporté à Auschwitz en septembre 1944 et octobre 1944, où les victimes sont exterminées dans les chambres à gaz.

## Commandement et organisation

### Le commandement du complexe
Avant leur affectation au complexe concentrationnaire, la hiérarchie SS de Kaufering sert principalement dans les camps de la mort à l'Est, tels que le camp d'extermination de Majdanek et d'Auschwitz, libérés par l'Armée rouge. Le premier commandant, Heinrich Forster (de), a précédemment travaillé dans les camps de concentration de Sachsenhausen, de Dachau et de Kovno.
Forster est remplacé en décembre 1944 par Hans Aumeier, ancien commandant adjoint d'Auschwitz et commandant du camp de concentration de Vaivara. En février 1945, Otto Förschner, ancien commandant du camp de concentration Dora-Mittelbau, prend le commandement du complexe concentrationnaire de Kaufering. Le médecin du camp Max Blancke (de), a travaillé dans plusieurs camps de concentration. L'architecte Hermann Giesler, un proche collaborateur d'Adolf Hitler, est chargé de la construction du bunker.

Commandants du Complexe concentrationnaire de Kaufering, arrêtés
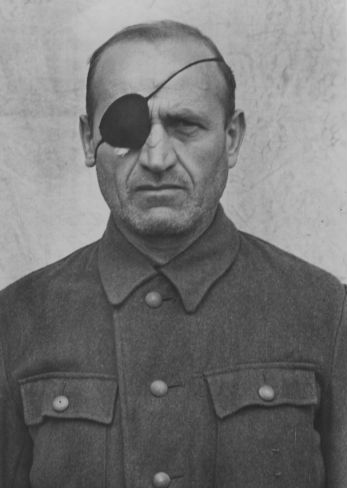
Le sturmbannführer Otto Förschner, pendu à Landsberg am Lech en 1945.
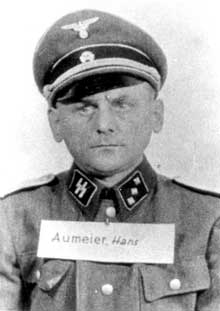
Le sturmbannführer Hans Aumeier, dernier commandant du complexe pendu à Cracovie en 1948.

### Liste des sous-camps de Kaufering
Composé de onze sous-camps, Kaufering est le plus grand des systèmes de sous-camps de Dachau et probablement le plus grand système de sous-camps juifs du Reich.
1. Kaufering I – Landsberg (préalablement désigné sous le nom de Kaufering iii) est ouvert le 22 juin 1944 et sert de quartier général du commandement de Kaufering à partir de septembre. Situé près de Landsberg am Lech, l'objectif principal de ce camp est la construction du bunker Weingut II.
Entre 2 000 et 5 000 hommes y résident. En février 1945, 200 femmes y arrivent également.
En raison de la surpopulation, le camp de Kaufering XI est établi et certains prisonniers y sont transférés[15]. Un groupe de sept femmes juives hongroises, connu sous le nom d'unité des femmes enceintes (en allemand : Schwangerenkommando), qui sont tombées enceintes avant leur déportation à Auschwitz, fut autorisé à rester en vie et à mettre leurs enfants au monde[6].
2. Kaufering II – Igling est établi le 24 août. Ce camp compte environ 1 200 prisonniers, hommes et femmes, qui travaillent principalement sur le chantier de construction Diana II. Le camp existe en deux lieux distincts : un camp d'été, construit en contreplaqué, et un camp ultérieur, occupé pendant les mois d'hiver, offrant une protection légèrement meilleure contre les intempéries hivernales[16].
3. Kaufering III est le camp d'origine de Kaufering, situé près de Kaufering et établi par 1 000 hommes juifs hongrois venant d'Auschwitz le 18 juin.
Ces prisonniers sont contraints de construire eux-mêmes leurs logements. Par la suite, ils sont forcés de travailler à la fois sur le bunker Weingut II et sur la construction de Kaufering I et II.
Le camp sert de quartier général de la SS pour le complexe de Kaufering jusqu'au transfert de ce dernier à Kaufering I en septembre 1944.
La population moyenne est de 2 000 hommes et 339 femmes. Le prisonnier en chef est Victor Nečas, un prisonnier politique autrichien qui communique principalement avec les autres détenus en hongrois[17].
4. Kaufering iV – Hurlach, situé entre Kaufering et Hurlach, le camp est établi en septembre 1944 pour accueillir 500 prisonniers ; par la suite, la population atteint 3 000 détenus.
Les prisonniers sont contraints de travailler sur l'aérodrome de Lagerlechfeld, dans la construction de routes, ainsi que sur le bunker Walnuss II, jusqu'à ce que Kaufering iV soit converti en « en camp de malades », où les prisonniers sont envoyés pour mourir lorsqu'ils ne peuvent plus travailler[18]. Une épidémie de typhus éclate, et le Dr Blancke ainsi que les gardes SS refusent d'entrer dans les baraquements par crainte d'infection.
Les médecins prisonniers ne peuvent presque rien faire, n'ayant ni médicaments ni équipements. Le camp de Kaufering iV est libéré par l'armée américaine en avril 1945, au moment où la SS commence à préparer les prisonniers survivants pour la marche de la mort vers le camp de Dachau[19].
Quelques jours avant la libération, les SS exécutent des centaines de prisonniers malades, blessés et incapables de marcher, réduisant le nombre de survivants du camp à quelques centaines. On estime qu'il y avait environ 3 000 prisonniers dans le camp.
5. Kaufering V – Utting, situé près de Utting, a son histoire qui reste floue en raison de témoignages incohérents, contradictoire, provenant des survivants. Il est possible qu'il s'agisse simplement d'une sous-section de Kaufering X, plutôt que d'un sous-camp distinct[20].
6. Kaufering VI – Türkheim est établi en octobre 1944 à Türkheim et abrite entre 1 000 et 2 500 prisonniers, qui sont forcés de travailler à défricher les forêts environnantes, dans l'agriculture et dans la construction. De nombreux prisonniers sont ensuite transférés vers d'autres sous-camps de Kaufering pour travailler sur les bunkers[21].
7. Kaufering VII – Erpfting est établi le 11 novembre 1944 près des bureaux de Held & Francke (de). Entre 2 000 et 3 000 hommes, ainsi que 118 à 272 femmes, sont forcés de vivre dans des huttes et des bunkers en terre et de travailler sur des pièces préfabriquées pour Diana II. Après une épidémie de typhus, les prisonniers malades sont transférés à Kaufering VII[21].
8. Kaufering VIII – Seestall est probablement par erreur de la part des Allemands, le sol local n'étant pas adapté à la construction de bunkers. Il est aussi plus petit que les autres camps, et les prisonniers sont forcés de travailler dans l'agriculture et l'extraction de gravier[22].Vue extérieure du bunker Weingut II

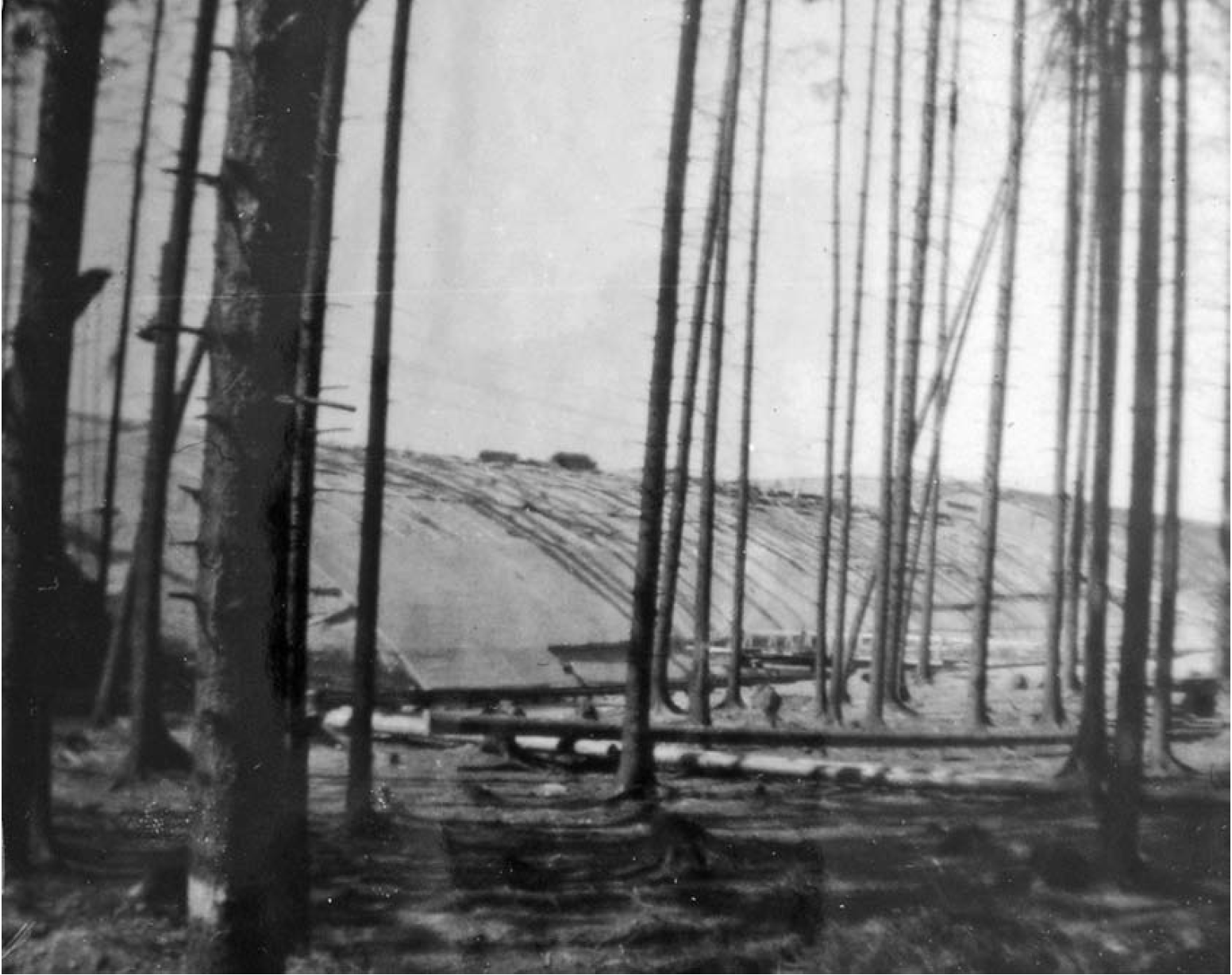
Vue extérieure du bunker Weingut II

9. Kaufering ix – Obermeitingen est un camp pour hommes opérationnel à partir du 14 octobre 1944 à Obermeitingen. Ses prisonniers sont contraints de travailler sur le Walnuss ii[22].
10. Kaufering X – Utting est établi le 26 septembre dans la rue Holzhauser à Utting, il abritait 200 à 400 hommes contraints de produire des éléments préfabriqués pour l'entreprise Dyckerhoff & Widmann AG (en). Comme les prisonniers travaillent à l'intérieur, leurs chances de survie sont plus élevées que dans les autres sous-camps[22].
11. Kaufering xi – Stadtwaldhof (Landsberg) est à partir de la fin octobre, un centre d'hébergement établi dans la rue Mühlweg à Landsberg pour accueillir les prisonniers excédentaires du Kaufering i. Il comprenait des baraquements, des bunkers d'argile, des cabanes en terre et un centre d'épouillage[22].

## Les prisonniers

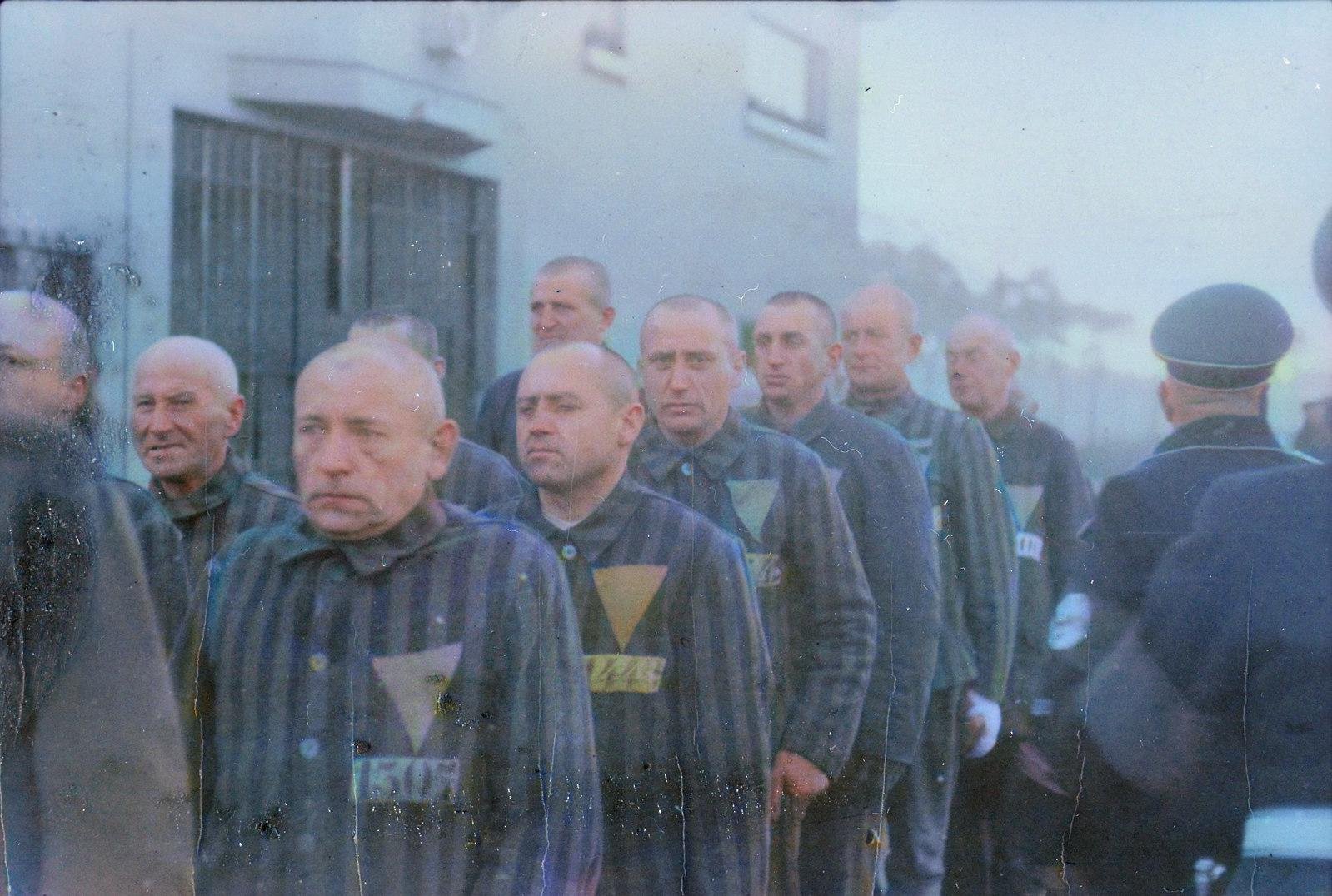
Prisonniers juifs (au camp de concentration de Sachsenhausen), en rangs (probablement pour aller au travail forcé).

Environ 30 000 prisonniers passent par le complexe concentrationnaire de Kaufering,,, dont 4 200 femmes et 850 enfants. Ce chiffre  dépasse largement la population des régions environnantes où seulement 10 000 personnes résident. Parmi les prisonniers, presque tous sont juifs. La majorité d'entre-eux provient de Hongrie ou des régions annexées par la Hongrie. En juillet 1944, 8 000 Juifs sont forcés de quitter le Ghetto de Kovno à l'approche de l'Armée rouge ; les hommes séparés des femmes sont envoyés à Kaufering. D'autres Juifs arrivent également cet été-là, lors de la liquidation des camps de travail dans les pays baltes, sur le point d'être « libérés », « envahis » par l'Armée rouge.

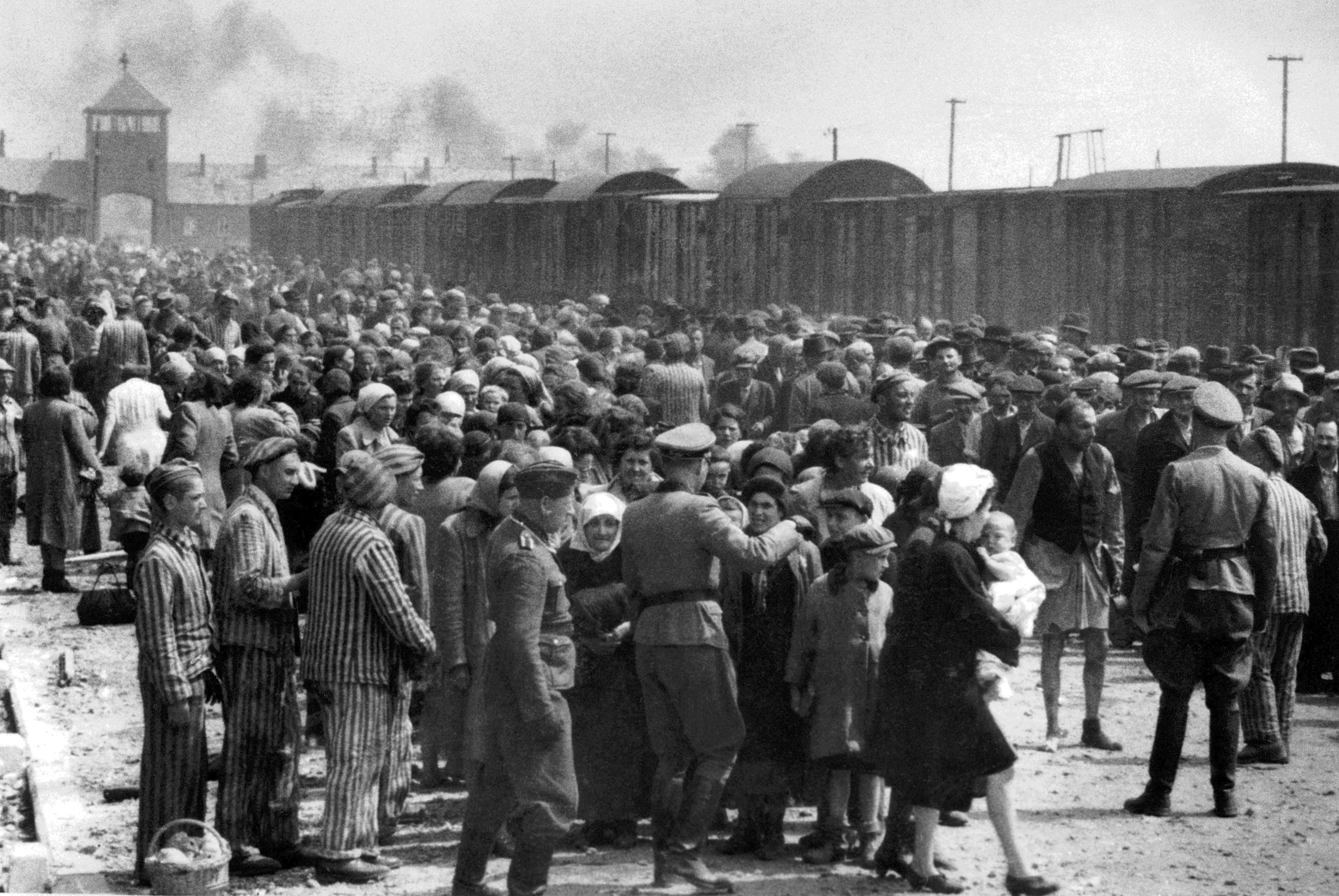
LAktion 14f13, la sélection sur la rampe des camps de la mort pour trier les inaptes au travail (ici à Auschwitz-Birkenau, en 1944).

Ces Juifs survivent à d'innombrables aktions au cours desquelles des victimes sont emmenées pour être assassinées et ainsi qu'à trois ans de travaux forcés et à de longs transports dans des wagons à bestiaux. D'autres prisonniers de Kaufering échappent à la mort après avoir passé quatre ans dans le ghetto de Łódź et une sélection à Auschwitz. Le 10 octobre 1944, un transport d'hommes juifs emprisonnés au camp de concentration de Theresienstadt dans le protectorat de Bohême et de Moravie arrive via Auschwitz. D'autres prisonniers juifs proviennent des Pays-Bas, de France, d'Italie ou de Rhodes.

Une partie de la nourriture allouée aux prisonniers est systématiquement détournée par les gardes SS, réduisant encore leurs apports nutritionnels. Ceux atteints de maladies telles que le typhus, la fièvre boutonneuse et la tuberculose, maladies endémiques dans le complexe concentrationnaire de Kaufering, sont encore moins nourris. Les rations se réduisent à mesure que la guerre progresse et que les pénuries s'aggravent. Les conditions sont si éprouvantes qu'aucun mouvement de résistance ne se développe. Toutefois, les survivants du ghetto de Kovno continuent de publier un journal clandestin, Etincelle (en lituanien : Nitstots), manuscrit et distribué illégalement. Elkhanan Elkes, chef du Judenrat à Kovno, était l'ainé du camp de Kaufering I, où il est mort,.

« Et — l'attrition était très très élevée. Et — mais là, les corps n'ont pas été brûlés. Ils ont été emmenés dans un site de fosses communes, d'énormes fosses communes. Je ne pense pas qu'ils aient jamais été retrouvés. Je ne serais pas capable de les trouver en dehors de Kaufering. D'énormes fosses communes. Ce n'est pas très loin de la prison de Landberg [...] Et — c'était si mauvais — que — nous avons eu beaucoup de suicides là-bas. Les gens se jetaient dans les fils électriques. Et je me souviens, c'est la seule fois où j'ai vu du cannibalisme. Il y avait si peu de nourriture en 1945 là-bas — en janvier, février, mars... »

— William J. Lowenberg, Interview, 28 janvier 1993 (voir vidéo ci-dessous)

## Marches de la mort
À l'approche des troupes alliées, des rumeurs circulent parmi les prisonniers selon lesquelles les Allemands les massacreront avant la libération. À la mi-avril, le général SS Ernst Kaltenbrunner relaye les ordres d'Adolf Hitler, exigeant que la Luftwaffe bombarde les camps de concentration de Dachau, Landsberg et Mühldorf, qui ont tous une forte population juive. Le Gauleiter de Munich, Paul Giesler, ordonne à Bertus Gerdes, administrateur de Haute-Bavière, de préparer des plans pour l'extermination des prisonniers survivants. Gerdes tergiverse, invoque le manque de carburant et de munitions pour les avions, ainsi que les mauvaises conditions météorologiques.
En réponse, Kaltenbrunner ordonne que les prisonniers du complexe concentrationnaire de Kaufering soient transférés au camp de concentration principal de Dachau, où ils doivent être empoisonnés. Gerdes ordonne à un médecin local de préparer du poison, mais ce plan n'est pas non plus mis en œuvre. Le troisième plan consiste à emmener les prisonniers dans la vallée d'Ötz, dans les Alpes, où ils doivent être assassinés « d'une manière ou d'une autre ».
Selon les archives allemandes, 10 114 prisonniers, dont 1 093 femmes, se trouvent dans le complexe concentrationnaire de Kaufering au cours de la dernière semaine d'avril. La plupart d'entre eux sont évacués vers le camp de concentration de Dachau ou des lieux plus au sud, soit à pied, soit par le train. Les prisonniers font alors face à un choix difficile : rejoindre les marches de la mort ou tenter de rester sur place, tout en sachant qu'ils risquent d'être massacrés.
Lors des marches de la mort, ceux qui ne peuvent pas suivre sont battus ou abattus, entraînant de nombreux décès. L'évacuation se déroule de manière chaotique et plusieurs prisonniers réussissent à s'échapper, soit lors des rafles dans le camp, soit plus tard, lorsque les colonnes sont attaquées par l'aviation américaine.
Le 23 avril 1944, 1 200 prisonniers quittent à pied Kaufering VI (Türkheim) pour rejoindre ceux déjà contraints à une marche de la mort depuis le camp principal de Dachau. Le lendemain, 1 500 autres prisonniers sont évacués du complexe concentrationnaire de Kaufering, d'abord à pied puis en train. À plusieurs reprises, les colonnes de prisonniers sont attaquées par des avions alliés. L'une de ces attaques vise un train transportant des munitions ainsi que des prisonniers, cause des centaines de victimes. Certains des évacués de Kaufering finissent au Camp de concentration d'Allach (en).
Des centaines de personnes évacuées du complexe concentrationnaire de Kaufering arrivent au Camp de travail de Buchberg (au sud de Wolfratshausen) le 29 avril 1944. Otto Moll, fonctionnaire du complexe concentrationnaire de Kaufering, tente de massacrer ces prisonniers, mais est empêché par le commandant du camp. À la place, Moll exécute entre 120 et 150 prisonniers russes du Camp de travail de Buchberg. De nombreux prisonniers ayant quitté le complexe concentrationnaire de Kaufering sont libérés au camp principal de Dachau le 28 avril 1944, tandis que d'autres sont forcés de marcher vers le sud en Haute-Bavière et ne seront libérés qu'en mai. Le camp de Kaufering IV, où sont détenus ceux en incapacité de marcher, est incendié sur ordre du médecin SS, Max Blancke. Des centaines de prisonniers malades et émaciés sont piégés à l'intérieur et périssent dans les flammes. Peu de temps après, Blancke se suicide.

## Libération et conséquences
Les camps du complexe concentrationnaire de Kaufering sont libérés entre le 24 avril 1945 et le 27 avril 1945 par la Septième Armée américaine.
Le 27 avril, la 12e division blindée atteint le camp de Kaufering IV suivie le lendemain par la 101e division aéroportée. Le 522e bataillon d'artillerie de campagne, composé d'américains d'origine japonaise, participe également à la libération, de même que la 36e Division d'infanterie à partir du 30 avril. Les libérateurs trouvent 500 cadavres calcinés, dont beaucoup sont nus, et forcent les habitants locaux à les enterrer. Les structures restantes sont « indescriptiblement sales » car des prisonniers mourants y ont été abandonnés. Les soldats américains documentent les horreurs des camps à travers des photographies et des actualités. L'un des libérateurs rapporte :

« Notre première vue du camp était effroyable. À l'intérieur de l'enceinte, nous pouvions voir trois rangées de corps, environ 200, pour la plupart nus. Nous sommes entrés dans le camp pour l'inspecter. Les corps étaient dans toutes les formes et conditions. Certains étaient à moitié brûlés, d'autres gravement carbonisés. Leurs poings étaient serrés dans les affres de leur mort. Leurs yeux étaient exorbités et dilatés, comme s'ils voyaient et enduraient les horreurs de leur vie en prison, même dans la mort. Aucun d'entre eux n'était plus qu'une peau et des os. Le camp avait été partiellement détruit par le feu, ceux-ci étaient les victimes. »

Neuf des quarante accusés du « Procès de Dachau » sont inculpés pour les crimes commis à Kaufering. De plus, trois autres personnes sont jugées individuellement devant des tribunaux allemands pour leurs actions à Kaufering, dont deux anciens prisonniers-fonctionnaire du camp. Hans Aumeier est extradé vers la Pologne, est condamné à mort et exécuté.
Après-Guerre, un grand camp de personnes déplacées est établi à Landsberg dans l'après-guerre, dirigé par des Juifs lituaniens qui ont survécu à Kaufering.

Kaufering à la libération
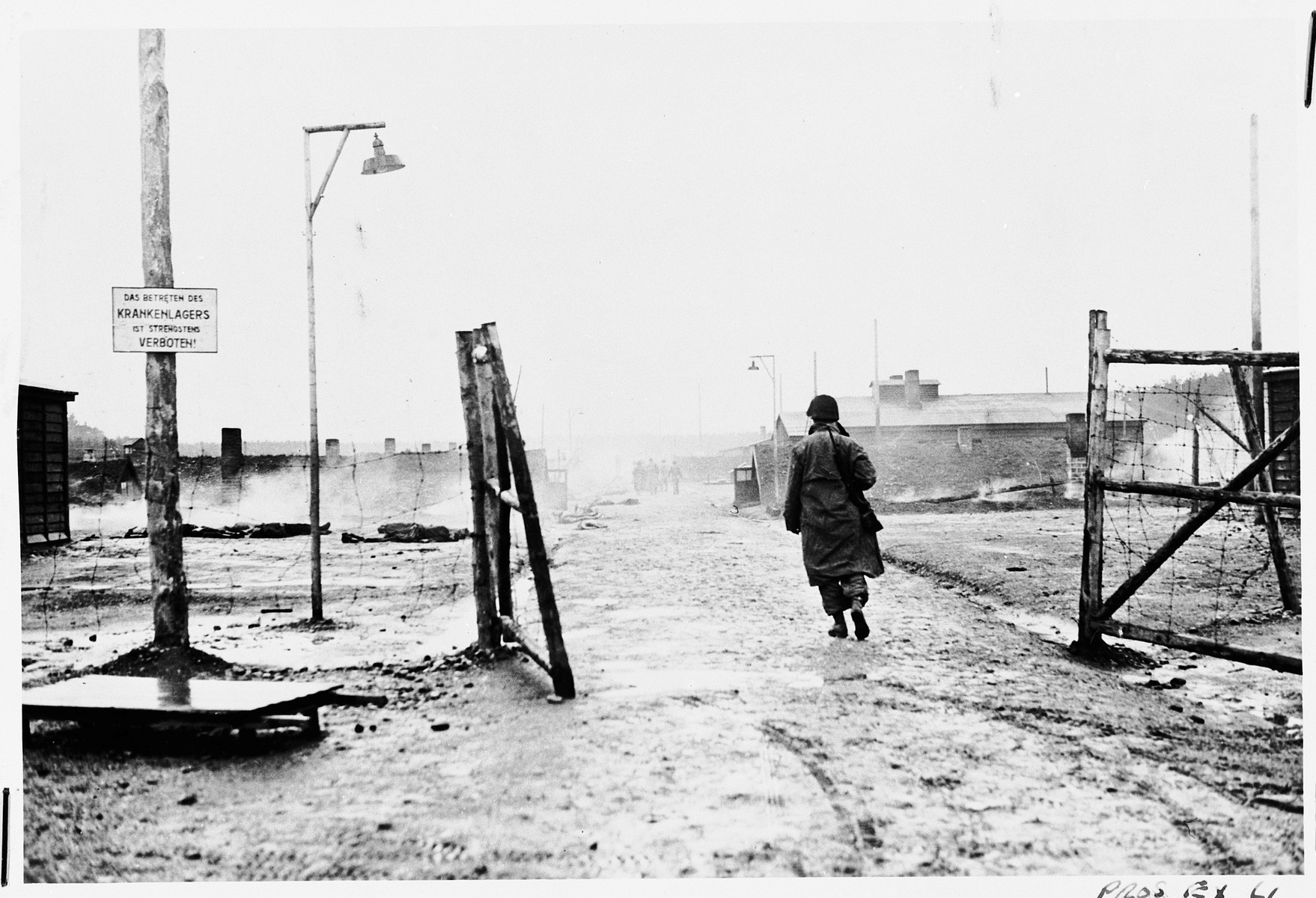
Porte de Kaufering I avec un soldat américain.
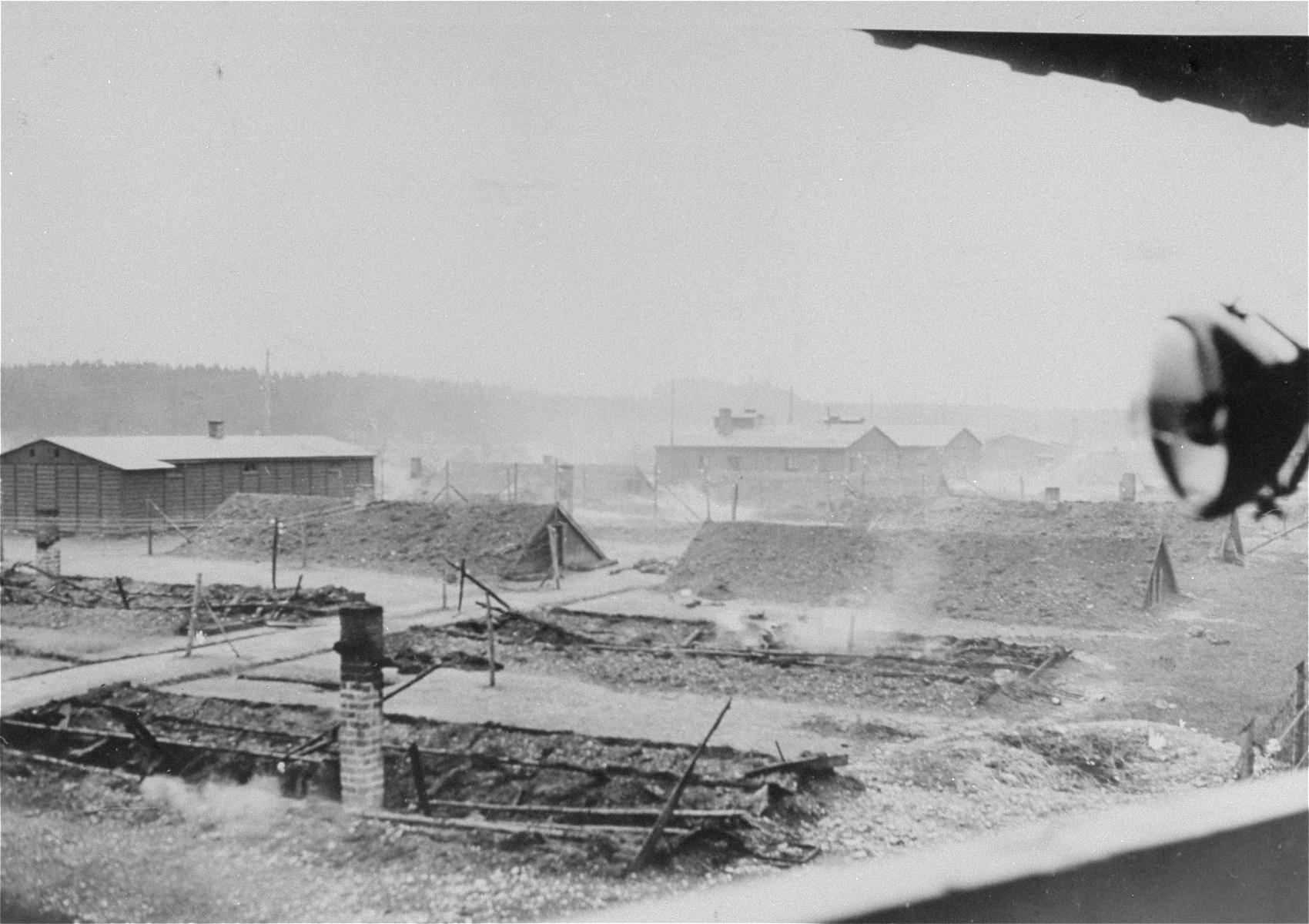
Kaufering IV le jour de la libération.
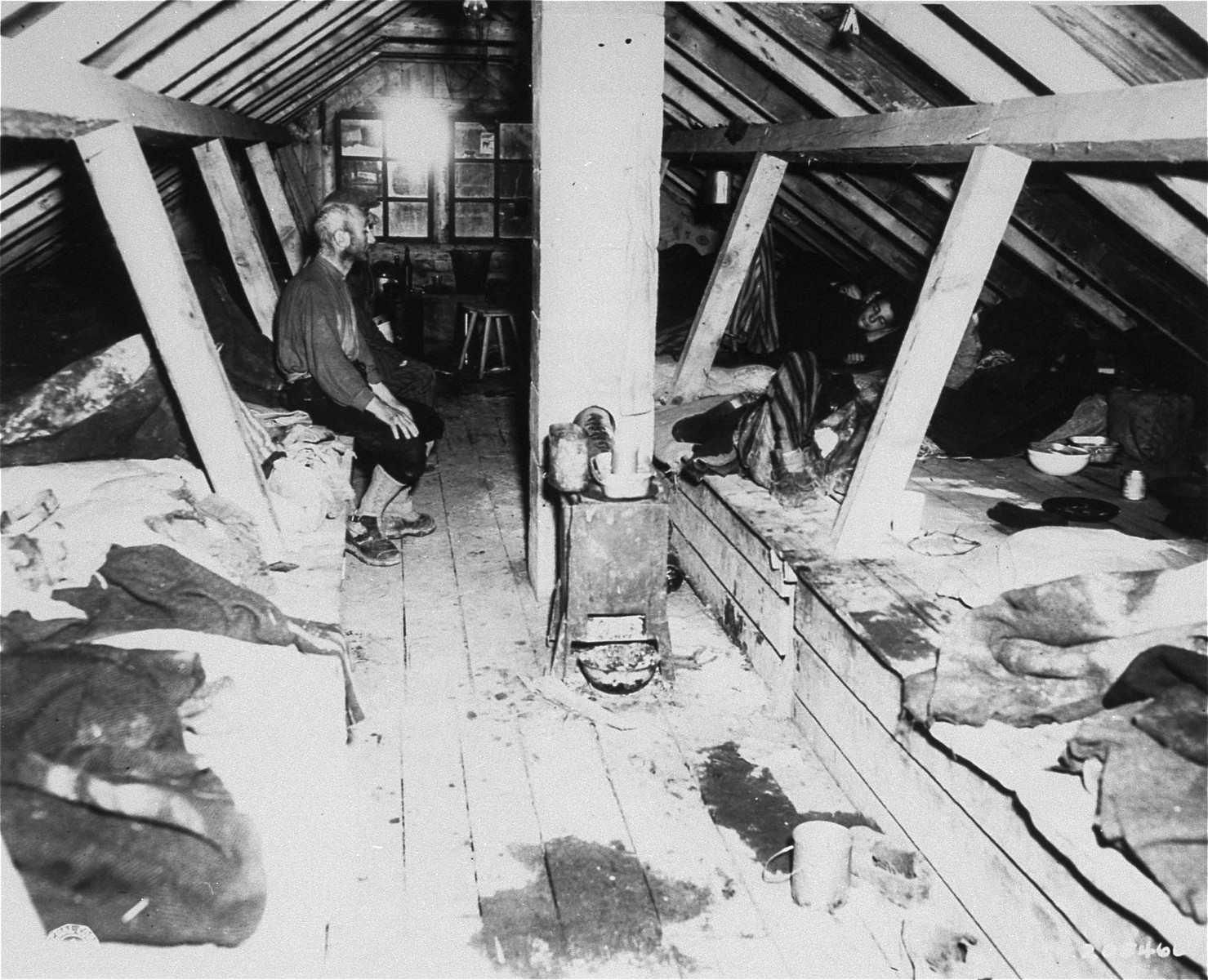
À l'intérieur d'une hutte en terre, où les prisonniers devaient dormir. Celui-ci, situé à Kaufering IV – Hurlach.
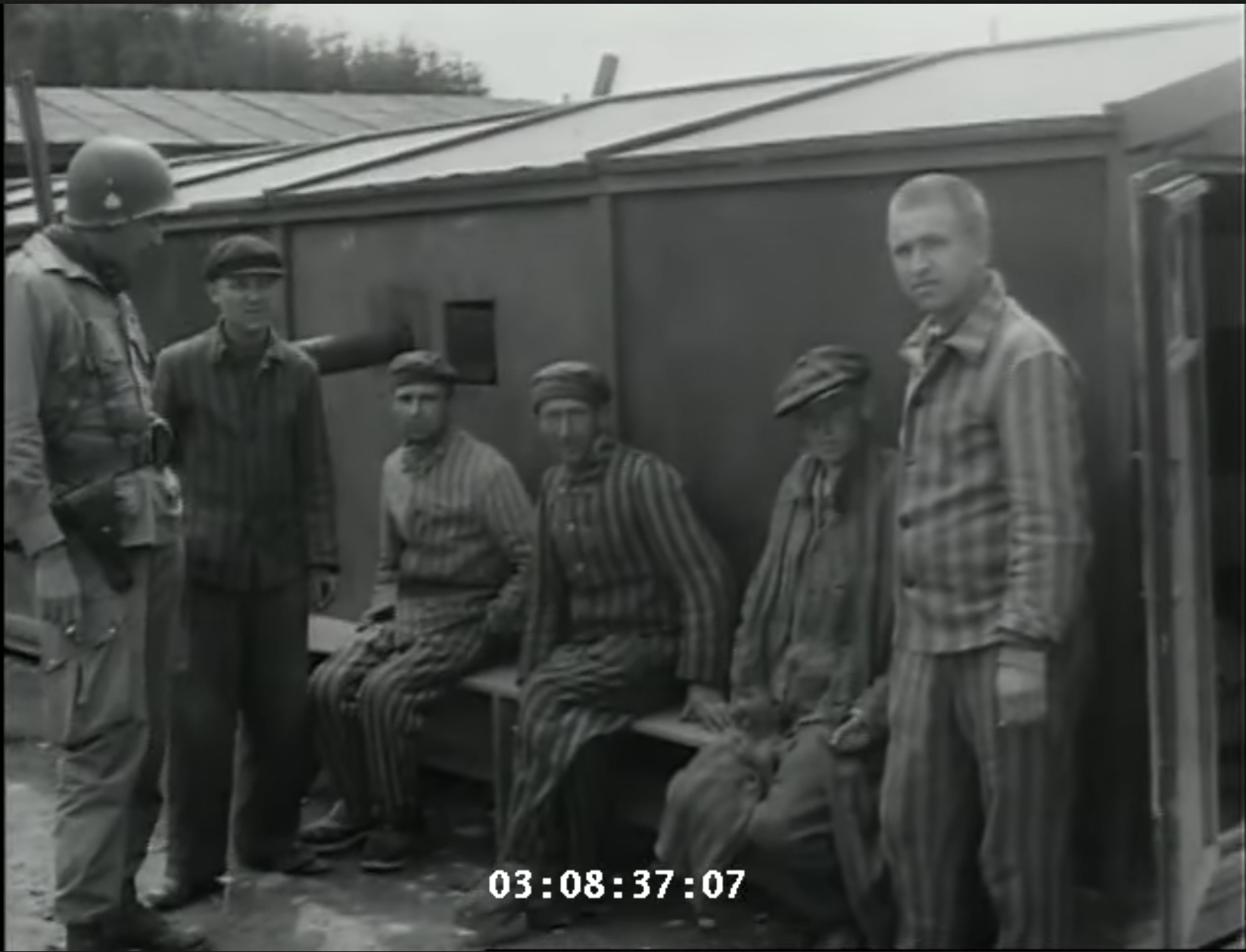
Survivants libérés à Kaufering I.
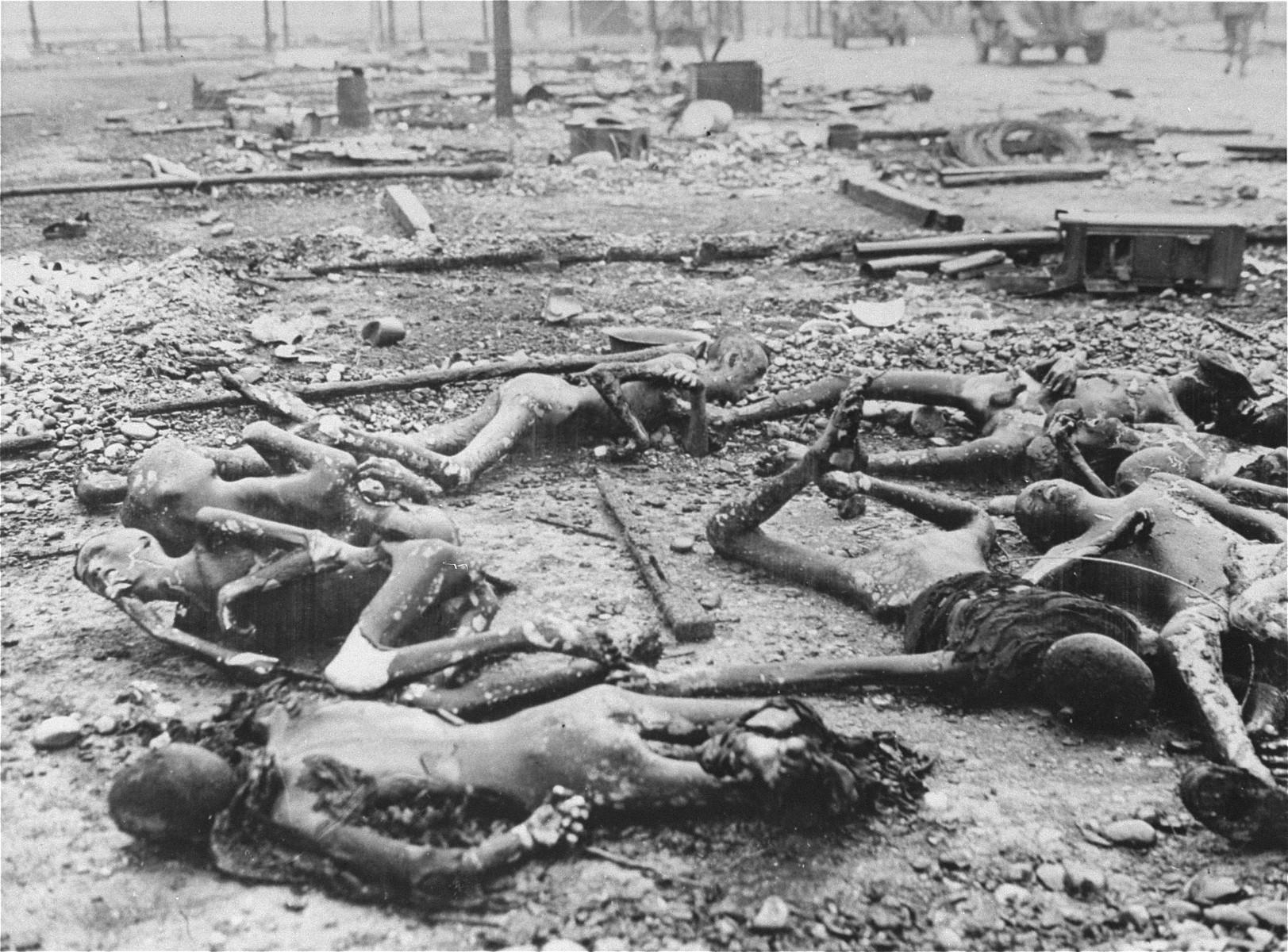
Cadavres calcinés à Kaufering IV.
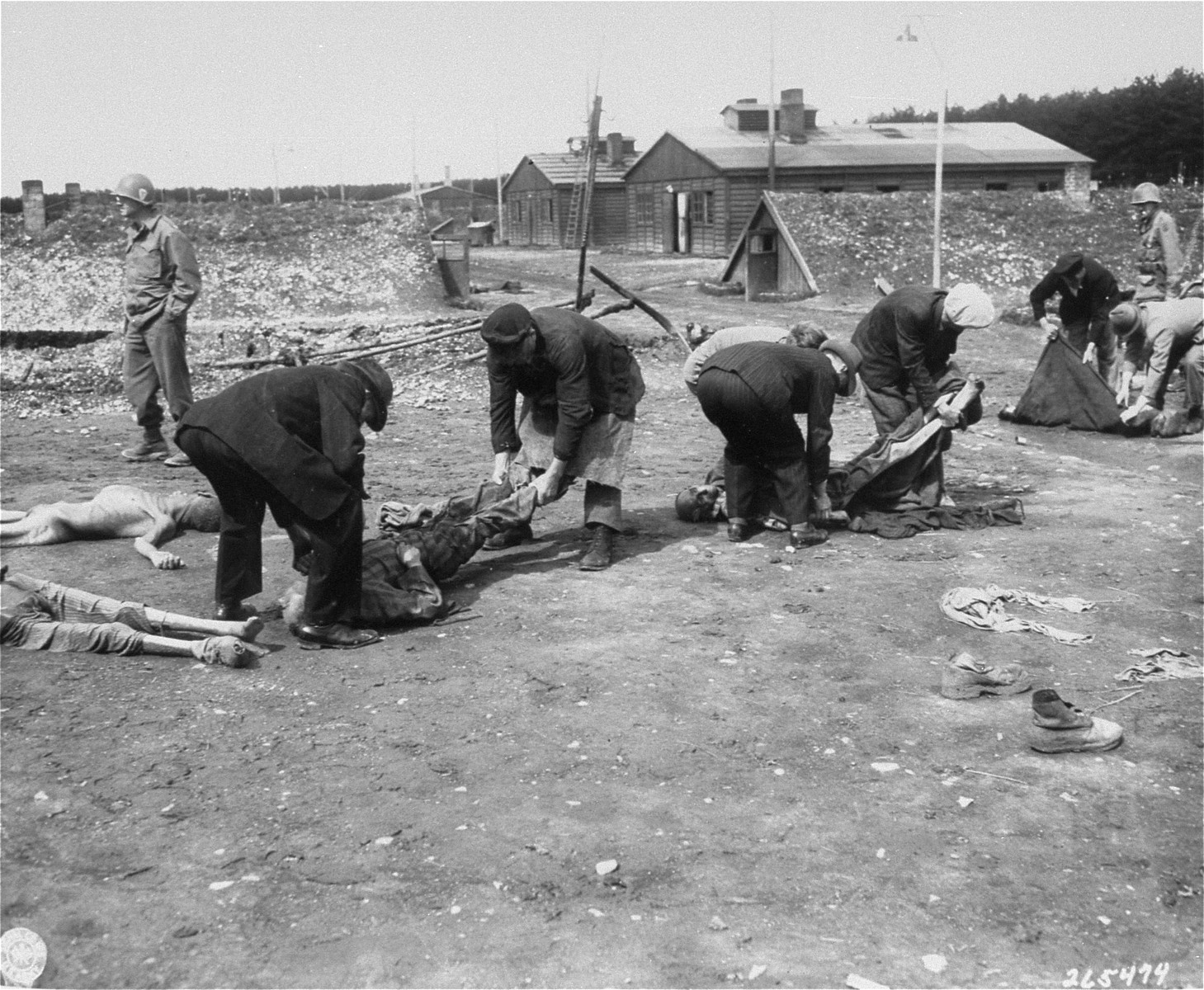
Des civils allemands forcés d'enterrer des victimes.
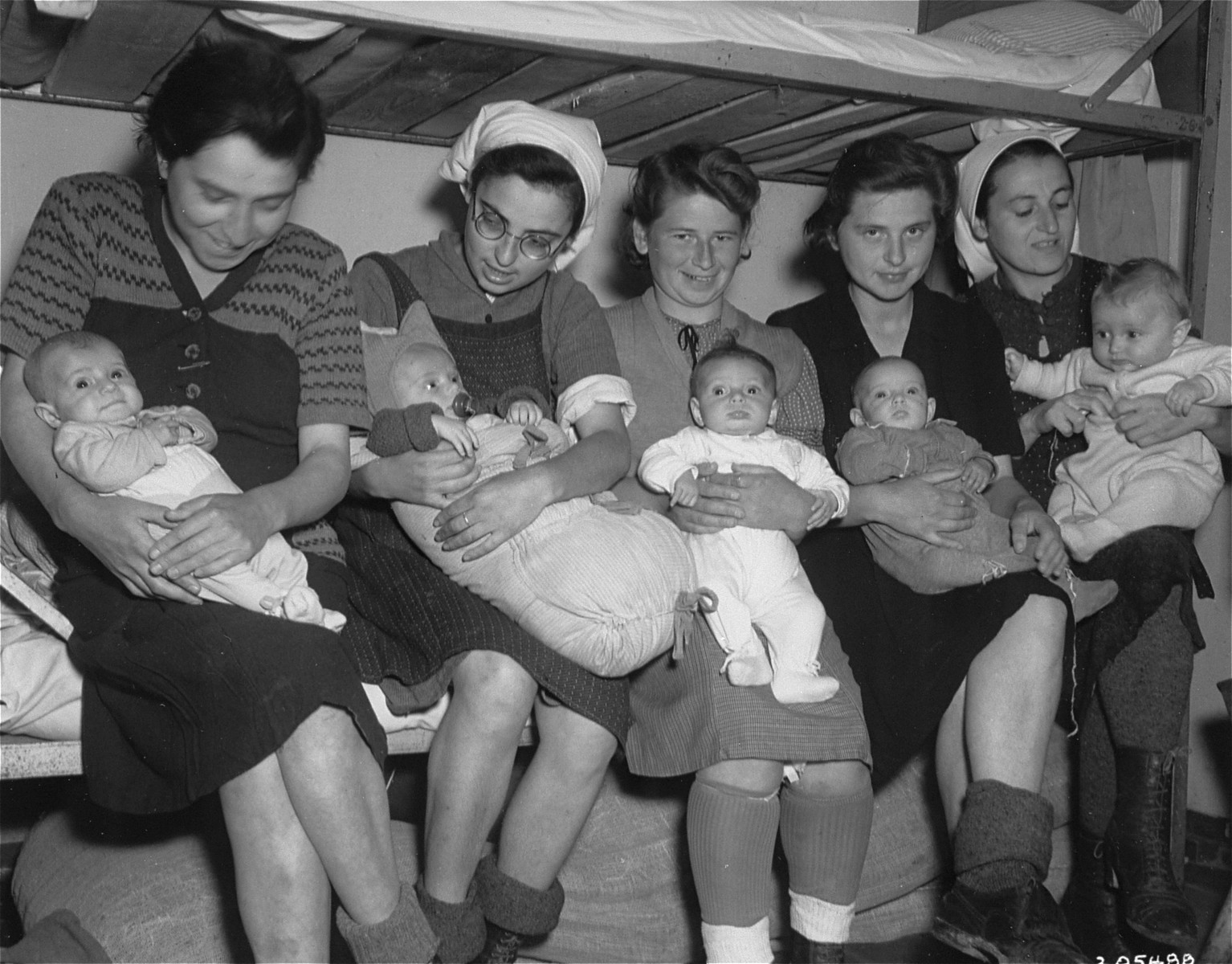
Cinq des femmes Schwangerenkommando (libre traduction : « commando de femmes enceintes ») après la libération.
- Kaufering IV (Hurlach) liberation and burials

## Commémoration

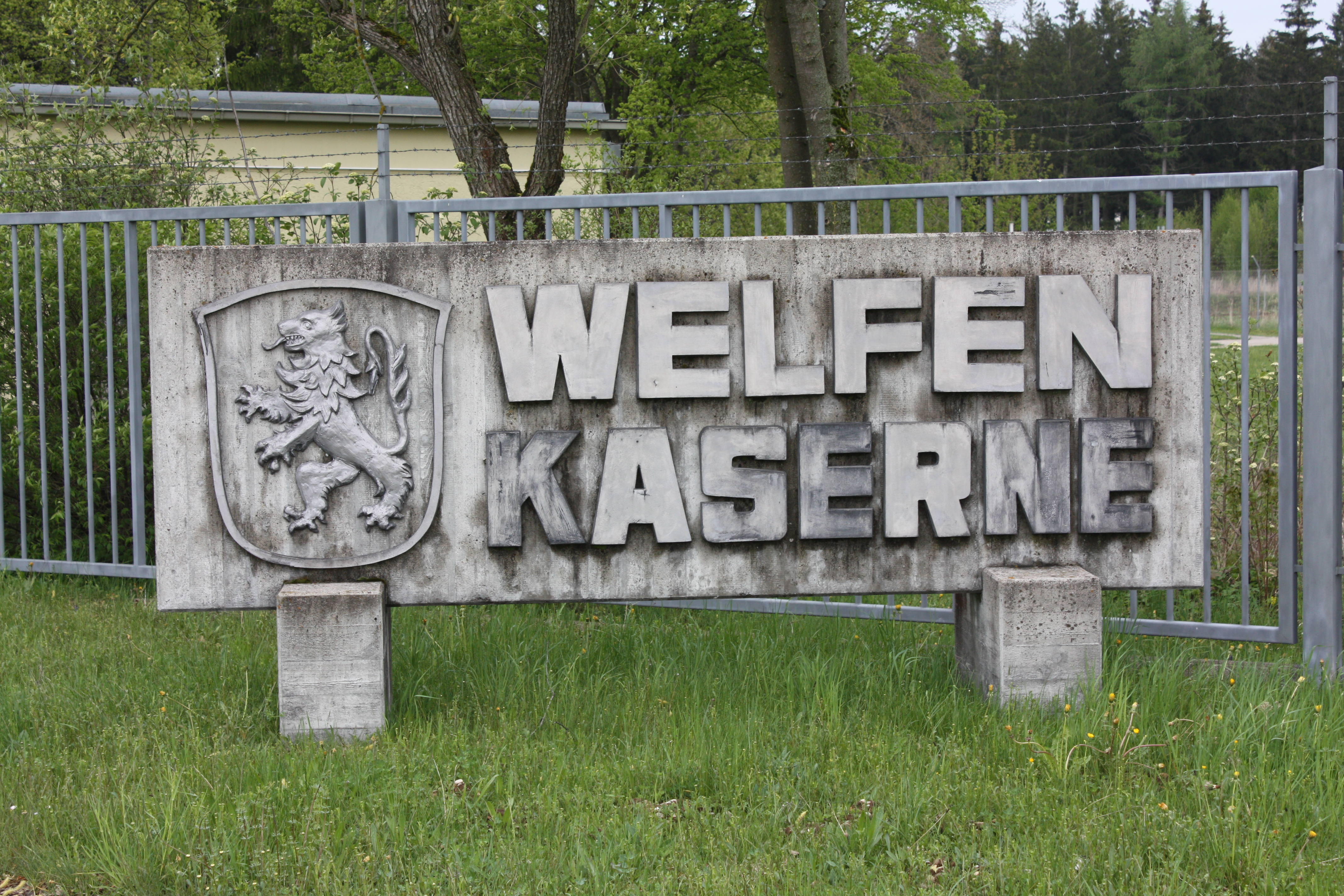
Entrée de la Welfenkaserne, dépôt de réparation de l'armée de l'air allemande situé dans l'ancien bunker Weingut.

Il existe des dizaines de cimetières et de fosses communes, (en allemand : KZ-Friedhof ; voir aussi KZ-Friedhof (de)) où reposent les dépouilles de milliers de victimes décédées à Kaufering.
Les plus importants de ces lieux de sépulture se trouvent à Kaufering II et III, où reposent environ 2 000 et 1 500 victimes respectivement. De nombreuses pierres tombales, envahies par la végétation, sont aujourd'hui difficiles à localiser.
Près des voies ferrées à l'extérieur du village de Schwabhausen, trois charniers, situé à proximité de la voie ferrée et contenant les corps mitraillés lors des attaques alliées, sont signalés par des plaques commémoratives. À Sankt Ottilien, un petit cimetière abrite les restes d'approximativement 40 prisonniers qui sont décédés peu après la libération.
Au début des années 1980, une association privée, Association des citoyens de Landsberg au 20ᵉ siècle (de) (en allemand : Bürgervereinigung Landsberg im 20. Jahrhundert e. V.), est fondée pour commémorer le complexe concentrationnaire de Kaufering. Le site de Kaufering VII est acquis grâce à un don d'un survivant Juif, à condition qu'un mémorial y soit érigé, ce qui n'a cependant pas été réalisé.
En 2014, le gouvernement fédéral alloue 700 000 euros au Mémorial européen de l'Holocauste à Landsberg am Lech (en) et la ville offre un terrain avec des vestiges architecturaux. Des travaux de restauration sont menés entre 2009 et 2016 sur trois cabanes en terre encore intactes, trois en ruine et le logement des gardes SS, sous la supervision du Mémorial européen de L'Holocauste (en allemand : Europäische Holocaustgedenkstätte in Landsberg), qui a remporté le Prix d'Or de la conservation historique bavaroise. Le site, bien que clôturé et non accessible aux visites, est doté de plaques informatives et commémoratives à proximité. Selon l'historienne Edith Raim (en), l'Association des citoyens de Landsberg au 20e siècle dirigée par Anton Posset, a refusé l'accès au site à plusieurs survivants et à leurs familles, à l'ambassadeur israélien Shimon Stein (en), ainsi qu'aux inspecteurs de la Liste bavaroise des monuments.
Outre Kaufering VII, il ne subsiste pratiquement aucun vestige des sous-camps, dont les emplacements n'ont pu être définitivement identifiés que grâce au travail de Raim. Aujourd'hui, la plupart de ces sites sont utilisés pour des jardins, des forêts, des exploitations agricoles ou des zones résidentielles.
Landsberg am Lech a une plaque proéminente au centre de la ville commémorant les soldats allemands morts pendant les deux guerres mondiales, mais il n'existe aucun mémorial dédié aux victimes de l'Holocauste. Il y a cependant un modeste mémorial à Kaufering iii, tandis qu'un projet étudiant tentant d'établir un panneau d'information n'a pas été maintenu et s'est détérioré.
Seules les pierres tombales subsistent à Kaufering ii et vi. Un court de tennis se trouve désormais sur l'ancien site de Kaufering I, tandis que  le terrain de Kaufering vi a été urbanisé et un McDonald's a été construit à proximité.
Les traces de l'incendie allumé par les SS à Kauferingg iv ont été effacées par l'extraction de gravier dans les années 1980 ; une tour de chasse, ressemblant aux tours de garde des camps de concentration, a été érigée par un résident local, ce qu'un visiteur a trouvé « plutôt dérangeant ».

Kaufering mémoriaux
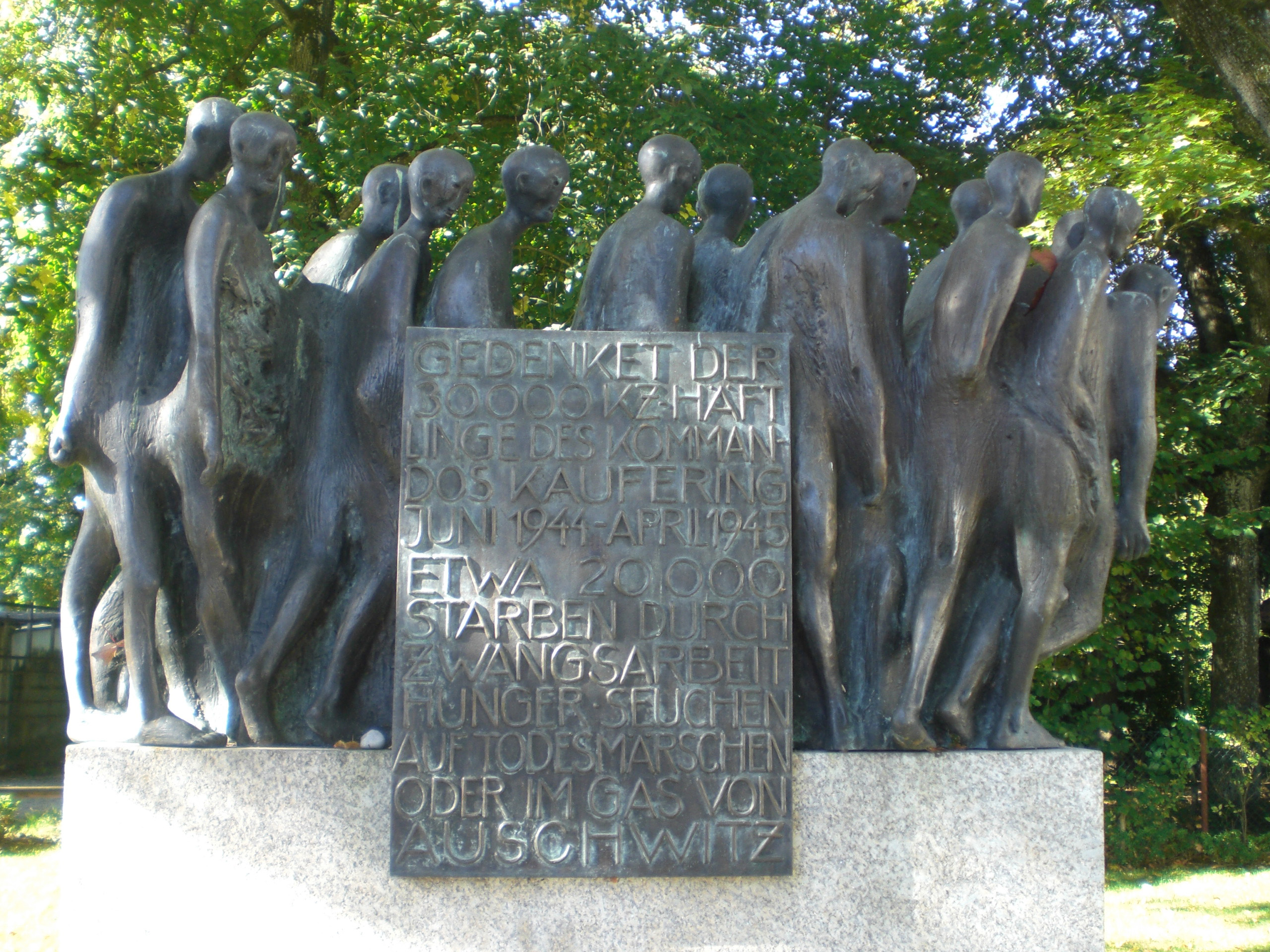
Mémorial à la  Gare de Kaufering (en)
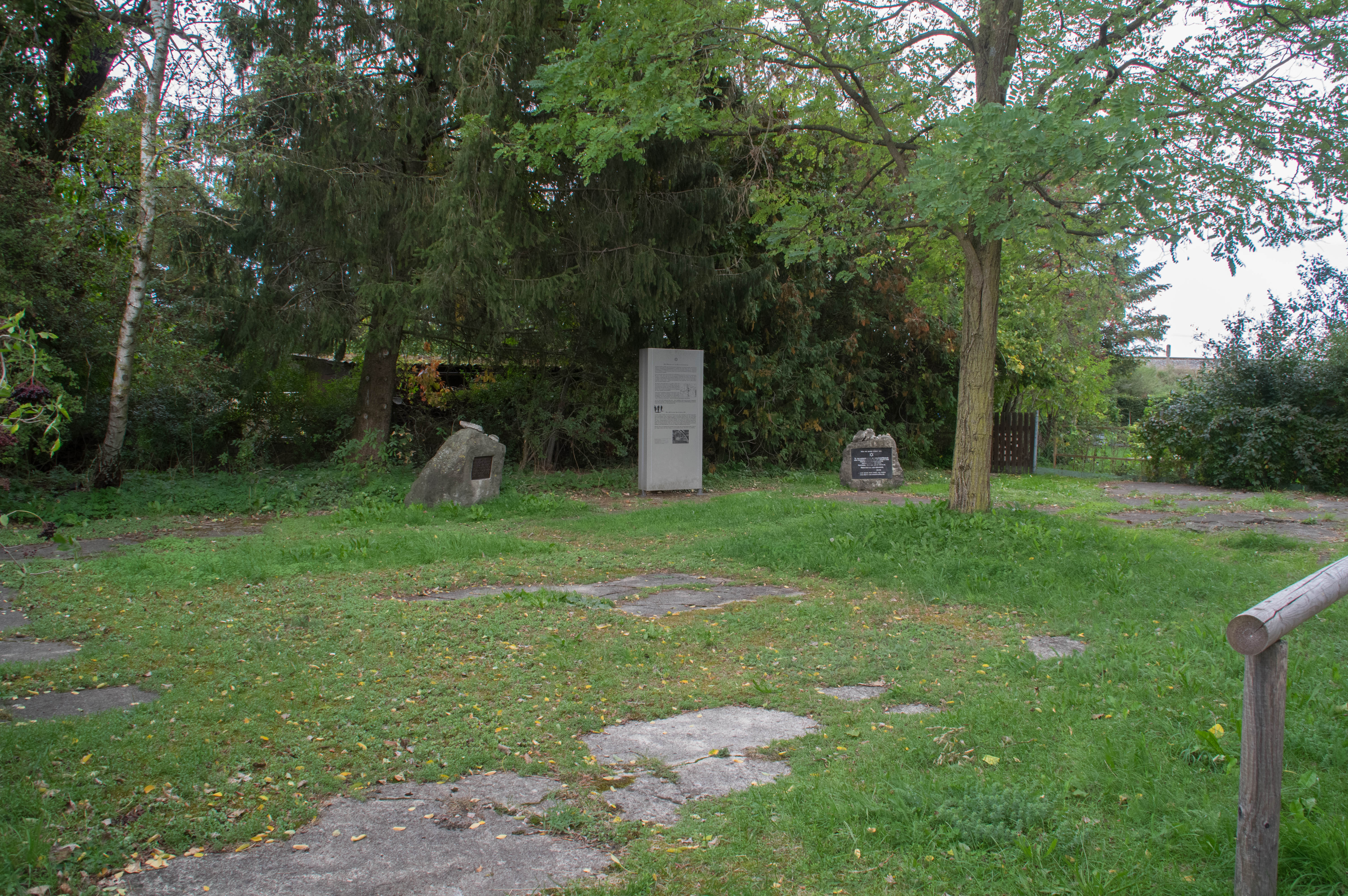
Mémorial de Kaufering iii
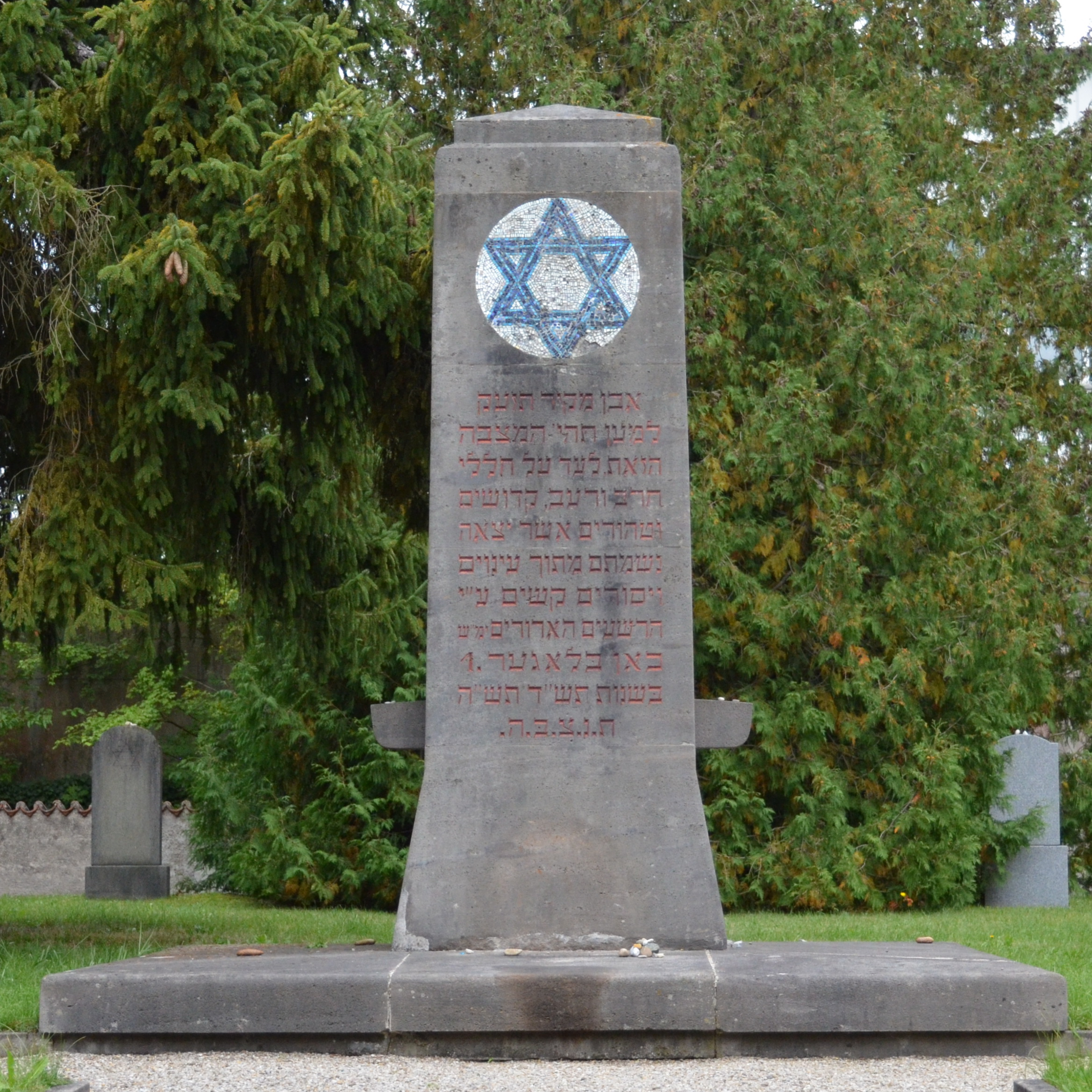
Mémorial au charnier de Landsberg am Lech
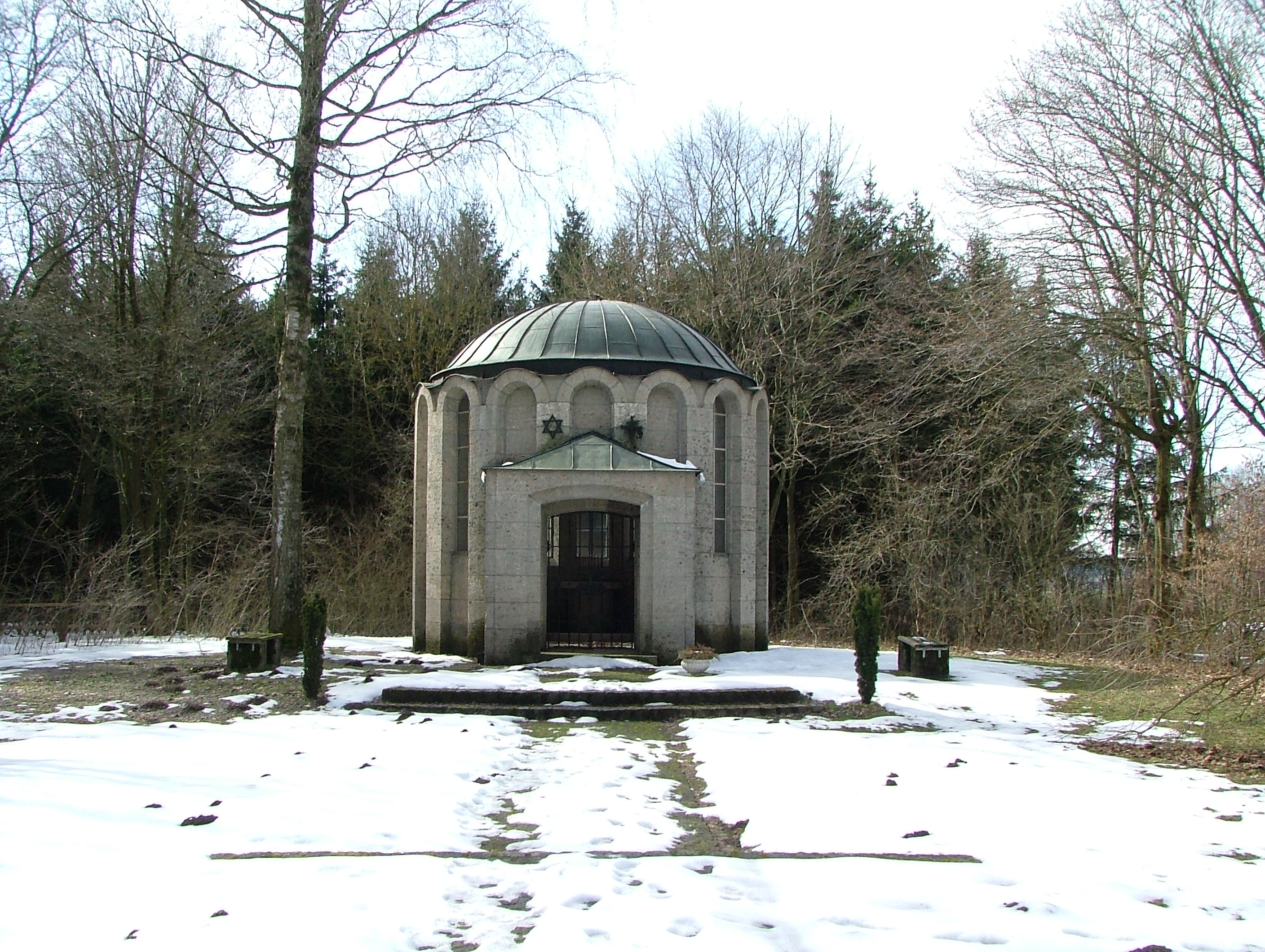
Entrée du cimetière de Türkheim (Kaufering vi)
- Entrevue de W. J. Lowenberg en 1993 à propos du complexe concentrationnaire de Kaufering
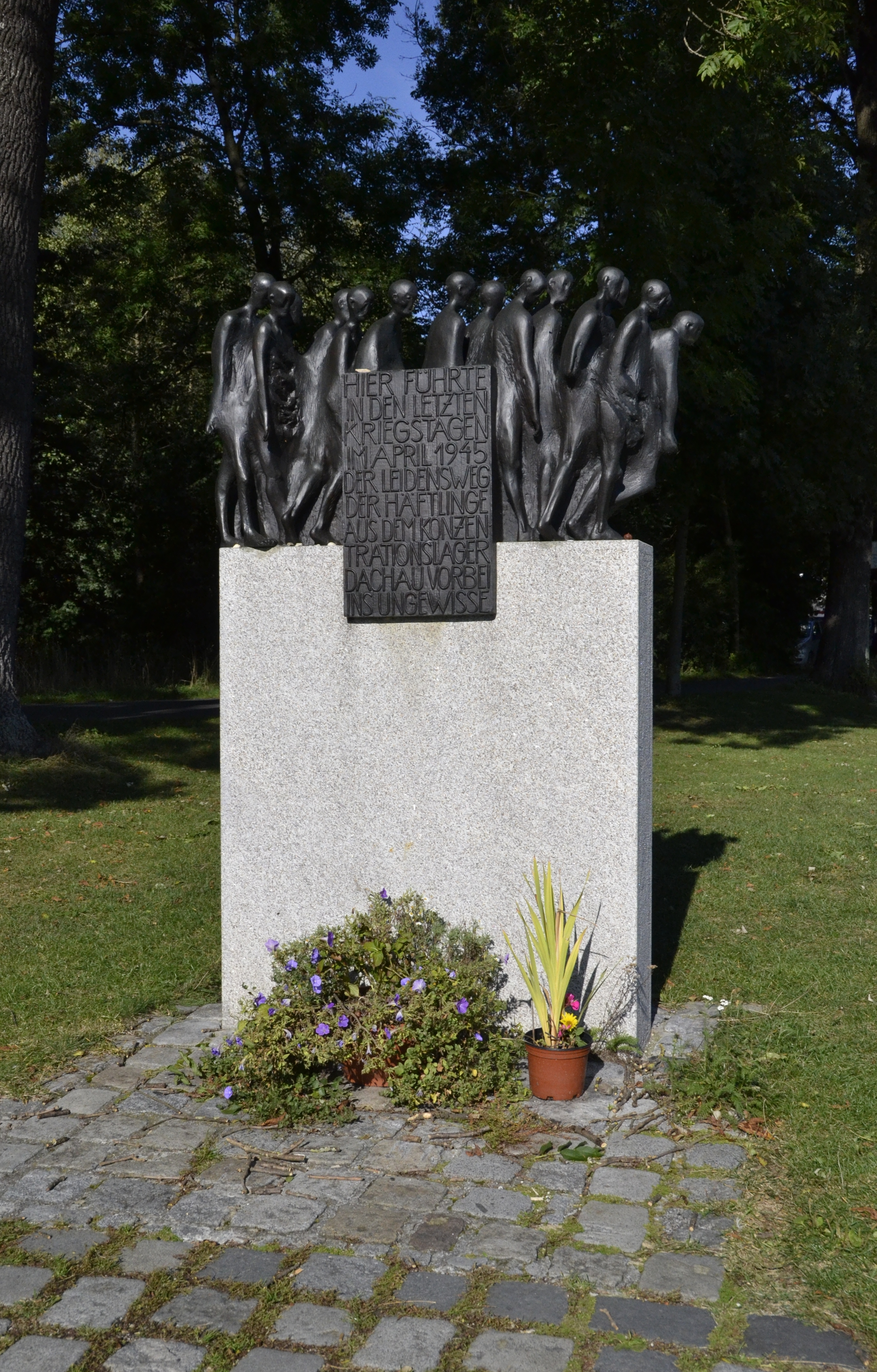
Mémorial de la marche de la mort du camp de concentration de Dachau à Munich. Ce mémorial a été installé en 2001 et est une œuvre d'Hubertus Pilgrim.

## Dans la culture populaire

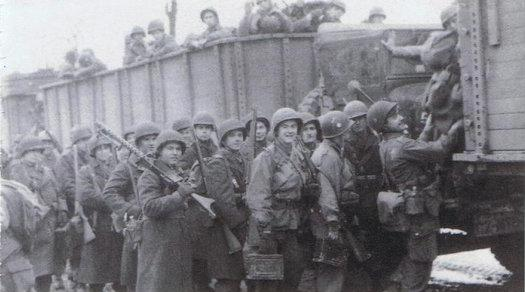
La Easy Company (Compagnie E du régiment d'infanterie de la division aéroportée) (ici déployée à Foy, en Belgique) ayant dans la série Band of Brothers (Frère d'armes) libéré le sous-camp Kaufering.

La libération de Kaufering iv est représentée dans la seconde moitié de l'épisode 9 « Pourquoi nous combattons » (en anglais : Why We Fight) de la mini-série télévisée Frère d'armes (en anglais : Band of Brothers), une dramatisation de la Compagnie E du 506e régiment d'infanterie de la 101e division aéroportée,. Bien qu'il ait été tourné dans le Hertfordshire, en Angleterre, il constitue une recréation réaliste des événements historiques, s’appuyant sur des photos et des actualités d’époque. Par exemple, les soldats doivent confiner les prisonniers dans le camp faute de soins médicaux disponibles ou siffisants, et les civils allemands sont contraints d'enterrer les morts. Ces soldats américains, qui avaient déjà combattu depuis le parachutage du Jour J jusqu'à traverser la France et l'Allemagne, étaient profondément désabusés mais les horreurs du régime nazi leur rappellent pourquoi ils font la guerre. De nombreux commentateurs considèrent cetépisode comme l'un des meilleurs de la série,. L'écrivain américain J.D. Salinger, l'auteur de L'Attrape-cœurs (en anglais : Catcher in the Rye) fut l'un des libérateurs de Kauferingg iv.
Le psychologue autrichien Viktor Frankl, déporté du camp de concentration de Theresienstadt au complexe concentrationnaire de Kaufering via Auschwitz en octobre 1944 ; il passe cinq mois à Kaufering iii avant d'être transféré à Kaufering vi en mars 1945,. Ses mémoires, publiée en 1946, sous le titre de Découvrir un sens à sa vie avec la logothérapie (traduit en anglais sous le titre Man's Search for Meaning, librement traduit en Recherche de sens de l'Homme), se sont vendus à plus de dix millions d'exemplaires et ont été traduits en 24 langues. Bien que de larges parties du livre semblent se dérouler à Auschwitz, où Frankl n’a passé que trois jours, elles décrivent en réalité son expérience à Kaufering. Dans cet ouvrage, Frankl développe sa théorie de la logothérapie et affirme que les prisonniers qui parvenaient à maintenir une attitude positive avaient de meilleures chances de survivre. Cependant, son travail a été critiqué par certains historiens de l’Holocauste, qui estiment que les théories de Frankl n’expliquent pas pourquoi certains prisonniers ont survécu et d’autres non..